# Butlers (Unternehmen)

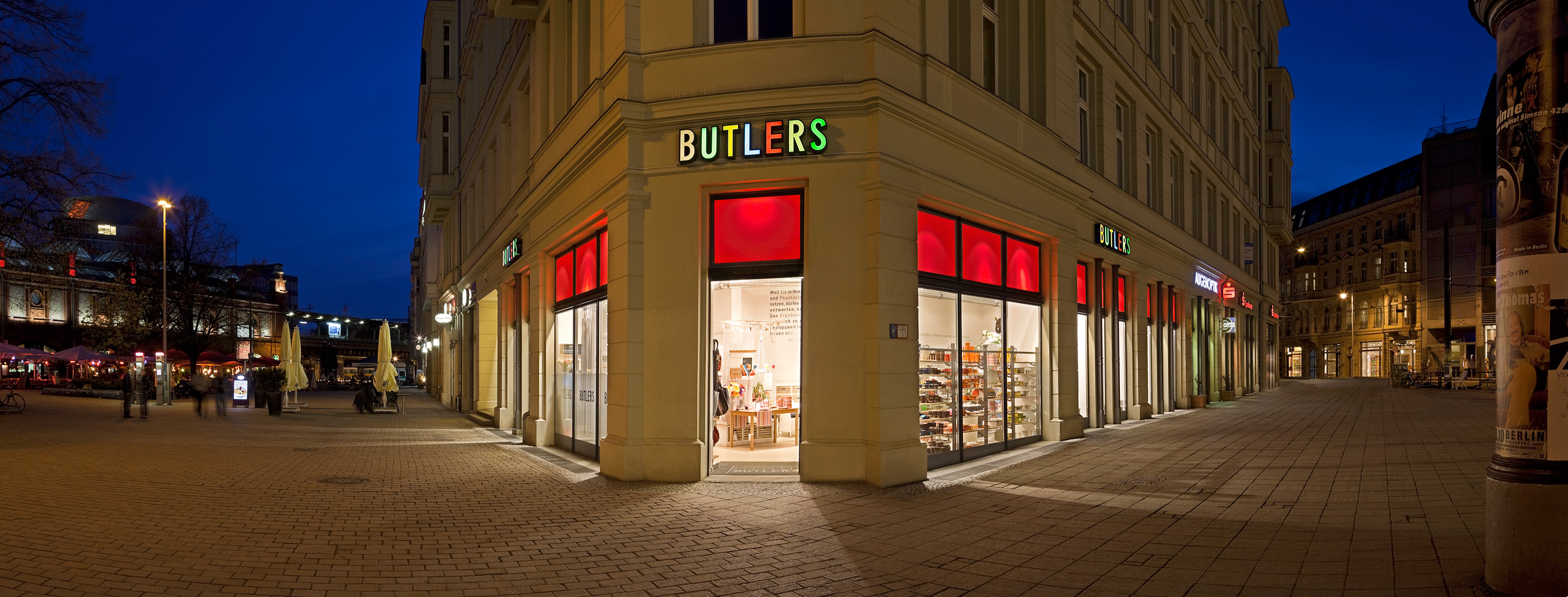
Butlers in Berlin, Hackescher Markt

Butlers GmbH & Co KG mit Sitz in Köln (Eigenschreibweise: BUTLERS) ist ein Handelsunternehmen, das Möbel, Wohnaccessoires, Dekorationsartikel und Geschenke in etwa 100 Filialen des In- und Auslands und zudem in einem Onlineshop verkauft. Das Zentrallager von Butlers befindet sich in Neuss.

## Geschichte
Butlers entstand aus dem 1829 in Neuss gegründeten Familienunternehmen Wilhelm Josten Söhne, zu dem das Kaufhaus Josten für Küchen- und Haushaltswaren gehörte. 1999 eröffneten die Brüder Wilhelm und Paul Josten mit Frank Holzapfel in Köln die erste Butlers-Filiale. 2005 ging Butlers mit den Tochtergesellschaften „Butlers Trading Ltd.“ und „Butlers Handel GmbH“ ins europäische Ausland. Erste Filialen entstanden in London, Zürich und Wien. Während die Filialen in Deutschland, Österreich und Schweiz in Eigenregie betrieben wurden, wurden für Luxemburg, Malta, Ungarn, die Ukraine, Griechenland, Frankreich, Irland und Tschechien Franchiselizenzen vergeben.
In Kooperation mit dem Berliner Start-up-Unternehmen Stickvogel führte Butlers 2011 den Individualisierungsservice Made by you ein, bei dem Kunden mit Hilfe eines Online-Konfigurators Artikel individuell besticken und gravieren oder Bilder auf Leinwand drucken lassen können.
2004 wurde Butlers in Berlin mit dem Deutschen Handelspreis ausgezeichnet. Im Jahre 2005 und 2012 kürte die Wirtschaftsprüfungsgesellschaft Ernst & Young das Unternehmen zum Finalisten im Wettbewerb „Entrepreneur des Jahres“. Darüber hinaus bekam Butlers für seinen Onlineshop den  Deutschen Online-Handels-Award 2012 in der Kategorie „Wohnen“ sowie 2013 den Neocom-Preis Versender des Jahres überreicht.
Ende Januar 2017 stellte Butlers einen Insolvenzantrag. Ziel war von Anfang an die Sanierung des Unternehmens über ein Planverfahren.  Allein in Deutschland wurden fast 30 Filialen geschlossen. Im September 2017 verkündete das Unternehmen die erfolgreiche Beendigung des Insolvenzverfahrens. 800 Arbeitsplätze und insgesamt 82 Filialen der Kette in Deutschland, Österreich und der Schweiz konnten somit gerettet werden. Im Mai 2018 ist die Anzahl der Filialen wieder auf 89 gestiegen. Das Unternehmen konnte weiter wachsen und eröffnete neue Filialen – auch während der Corona-Pandemie und den dadurch angeordneten Lockdowns. Im Januar 2021 zählte das Unternehmen 85 Filialen im deutschsprachigen Raum sowie 41 Franchise-Standorte und Shop-in-Shops bei Rewe.
Während des ersten coronabedingten Lockdowns im Frühjahr 2020 entschied Butlers, die Osterware, die in den Filialen und dem Lager noch vorrätig war, nicht einzulagern, sondern an Hilfebedürftige in Deutschland, Österreich und der Schweiz zu verschenken. Die Butlers-Mitarbeiter konnten dabei die jeweiligen Empfänger selbst bestimmen.
Darüber hinaus entschied das gesamte Butlers-Team im November 2020, 27.000 Euro an den gemeinnützigen Verein Tiwi Ndogo e.V. zu spenden.
Im Dezember 2021 vereinbarte Butlers seine Übernahme durch home24. Zum 1. April 2022 war die Übernahme abgeschlossen und Butlers ist seitdem ein Tochterunternehmen von home24.